# Jaspidia
Cryphia là một chi bướm đêm thuộc họ Noctuidae.